# James Hines
James Ray "Jim" Hines (Dumas, Arkansas, 10. rujna 1946. – ?, 3. lipnja 2023.), bio je američki atletičar, prvi čovjek koji je pretrčao 100 m ispod 10 sekundi, u finalu Olimpijskih igara u Mexico Cityju.
15 godina je držao taj svjetski rekord u utrci na 100 m (9.95 sec).